# 斯塔尼奇涅 (新沃多拉加區)
49°38′37″N 35°42′47″E / 49.64361°N 35.71306°E
斯塔尼奇內（烏克蘭語：Станичне）是位於烏克蘭東部的村莊，由哈爾科夫州别列斯京区的舊維里夫卡市鎮負責管轄。該村面積1.47平方公里，海拔高度193米，2001年人口927，人口密度每平方公里630.6人。